# Mi vida sin mí
Mi vida sin míem espanhol My Life Without Me em inglês (br: Minha vida sem mim / A minha vida sem mim) é um filme espanhol e canadense de 2003, com roteiro adaptado pela diretora espanhola Isabel Coixet a partir de um conto de Nanci Kincaid. A produção executiva é de Débora Almeida o filme foi rodado em Vancouver, no Canadá.

## Sinopse
Este belo drama conta a história de uma jovem que descobre ter pouco tempo de vida e por isso assume certas missões antes de partir. Ann (a talentosa Sarah Polley, de Madrugada dos Mortos) é casada com Don (Scott Speedman, de Underworld - Anjos da Noite) e tem duas filhas. Ela mora em um trailer no quintal de sua mãe (a cantora Deborah Harry, de CopLand), uma mulher amargurada cujo marido está na cadeia.
Apesar da vida simples que leva e dos constantes atritos que tem com a mãe, Ann vive feliz ao lado das crianças, até o dia em que passa mal e vai parar num hospital. É quando descobre que está à beira da morte. Decide, porém, manter tudo em segredo. Entre suas derradeiras resoluções, estão: gravar mensagens para cada aniversário de suas filhas até ambas completarem 18 anos; fazer alguém se apaixonar por ela; e escolher uma nova esposa para o marido. O amante surge na figura de Lee (Mark Ruffalo, de Em Carne Viva), e sua doce "substituta" tem até seu nome, Ann (Leonor Watling, de Minha Mãe Gosta de Mulheres). O drama transcorre de forma delicada, sem cair na pieguice ou em sentimentalistas baratos. Não à toa, esta obra é muito elogiada em todos os lugares nos quais é lançada.